# Martina Ellmer
Martina Ellmer (* 11. März 1958 in Wagrain) ist eine ehemalige österreichische Skirennläuferin, deren stärkste Disziplin die Abfahrt war. Sie erreichte elf Top-10-Platzierungen im Weltcup, den achten Abfahrtsrang bei den Weltmeisterschaften 1978 und den ersten Platz im Riesenslalom bei den Junioreneuropameisterschaften 1975.

## Biografie
Den ersten großen Erfolg feierte Ellmer 1975, als sie in Mayrhofen Junioreneuropameisterin im Riesenslalom wurde. Im selben Winter (1974/75) erreichte sie jeweils den zweiten Platz in der Europacup-Gesamt- und Riesenslalomwertung. Sie wurde in der nächsten Saison in die österreichische Nationalmannschaft aufgenommen und gewann ihre ersten Weltcuppunkte mit dem siebten Platz in der Abfahrt von Cortina d’Ampezzo am 16. Dezember 1975. Drei Wochen später konnte sie zum einzigen Mal auch in einem Riesenslalom als Achte punkten, doch in ihrer weiteren Karriere konzentrierte sie sich immer stärker auf die Abfahrt.
Nach weiteren Top-10-Platzierungen erreichte Ellmer am Ende der Saison 1976/77 mit dem sechsten Rang in der Abfahrt von Heavenly Valley das beste Weltcupergebnis ihrer Karriere. Zudem gewann sie im selben Winter die Abfahrtswertung im Europacup, punktegleich mit der Schweizerin Evelyne Dirren. Nach kleineren Verletzungen am Beginn der Saison 1977/78 konnte sich Ellmer mit zwei Top-10-Ergebnissen in Pfronten und Bad Gastein innerhalb des ÖSV-Teams für die Weltmeisterschaften 1978 in Garmisch-Partenkirchen qualifizieren, wo sie auf den achten Platz in der Abfahrt fuhr. Den Abfahrts-Weltcup beendete sie 1976/77 und 1977/78 jeweils an 14. Position. Nachdem ihr im Winter 1978/79 erneut zwei Top-10-Platzierungen gelungen waren (Siebte in Val-d’Isère und Achte in Meiringen), war Ellmer zu Beginn der Saison 1979/80 erneut durch Verletzungen beeinträchtigt, weshalb sie keinen Top-10-Platz mehr erreichte und sich nicht für die Olympischen Winterspiele 1980 in Lake Placid qualifizierte. Sie wurde aus dem Kader des Österreichischen Skiverbandes entlassen und beendete ihre Karriere.
Ellmer heiratete den Vorarlberger Peter Mennel, der neben anderen Funktionen seit 2010 Generalsekretär des Österreichischen Olympischen Comités ist. Das Ehepaar hat zwei Kinder. In den 1990er-Jahren kehrte Martina Mennel zum Skirennsport zurück und gewann sieben Goldmedaillen bei Masters-Weltmeisterschaften. Um die Jahrtausendwende erzielte sie mit ihrem Ehemann zudem zahlreiche Erfolge im Hubschrauberfliegen, unter anderem 2002 den Weltmeistertitel im Navigations- und Präzisionsflug.

## Erfolge

### Weltmeisterschaften
- Garmisch-Partenkirchen 1978: 8. Abfahrt

### Junioreneuropameisterschaften
- Mayrhofen 1975: 1. Riesenslalom

### Weltcup
- 11 Platzierungen unter den besten zehn

### Europacup
- Saison 1974/75: 2. Gesamtwertung, 2. Riesenslalomwertung
- Saison 1976/77: 1. Abfahrtswertung